# Night Teeth
Night Teeth este un film de groază american din 2021, regizat de Adam Randall. Rolurile principale sunt interpretate de actorii Jorge Lendeborg Jr., Debby Ryan, Lucy Fry, Raul Castillo, Sydney Sweeney, Megan Fox, și Alfie Allen.

## Distribuție
- Jorge Lendeborg Jr. ca Benny
- Debby Ryan ca Blaire
- Lucy Fry ca Zoe
- Raul Castillo ca Jay
- Alfie Allen ca Victor
- Alexander Ludwig ca Rocko
- Sydney Sweeney ca Eva
- Megan Fox ca Grace
- Marlene Forte ca Abuela
- Ash Santos ca Maria
- Bryan Batt ca Gio